# سامسونگ اس‌جی‌اچ-آ۱۲۷
سامسونگ اس‌جی‌اچ-آ۱۲۷ یک‌نمونه از گوشی‌های تلفن همراه سری A شرکت سامسونگ می‌باشد که توسط همین شرکت به بازار عرضه شده‌است.